# Maury Maverick
Fontaine Maury Maverick, född 23 oktober 1895 i San Antonio i Texas, död 7 juni 1954, var en amerikansk demokratisk politiker. Han var ledamot av USA:s representanthus 1935–1939 och San Antonios borgmästare 1939–1941.
Maverick studerade vid Virginia Military Institute och University of Texas. I första världskriget deltog han som officer i infanteriet. År 1935 tillträdde han som kongressledamot och efterträddes 1939 av Paul J. Kilday. Därefter efterträdde han C.K. Quin som San Antonios borgmästare och efterträddes 1941 av företrädaren Quin. Maverick avled 1954 och gravsattes i San Antonio i Texas.